# فرانشيسكو موزر
فرانشيسكو موزر (بالإيطالية: Francesco Moser)‏ مواليد 19 يونيو 1951 في إيطاليا، هو دراج إيطالي سابق. سبق أن شارك في دورة الألعاب الأولمبية الصيفية.

## سباقات أو مراحل فاز بها
- طواف فرنسا
- بطولة العالم لسباق الدراجات على الطريق
- طواف إيطاليا

## روابط خارجية
- فرانشيسكو موزر على موقع أرشيف الدراجات (الإنجليزية)
- فرانشيسكو موزر على موقع إحصائيات الدراجات الإحترافية (الإنجليزية)
- فرانشيسكو موزر على موقع CycleBase (الإنجليزية)
- فرانشيسكو موزر على موقع أوليمبيديا (الإنجليزية)